# شفيق بك

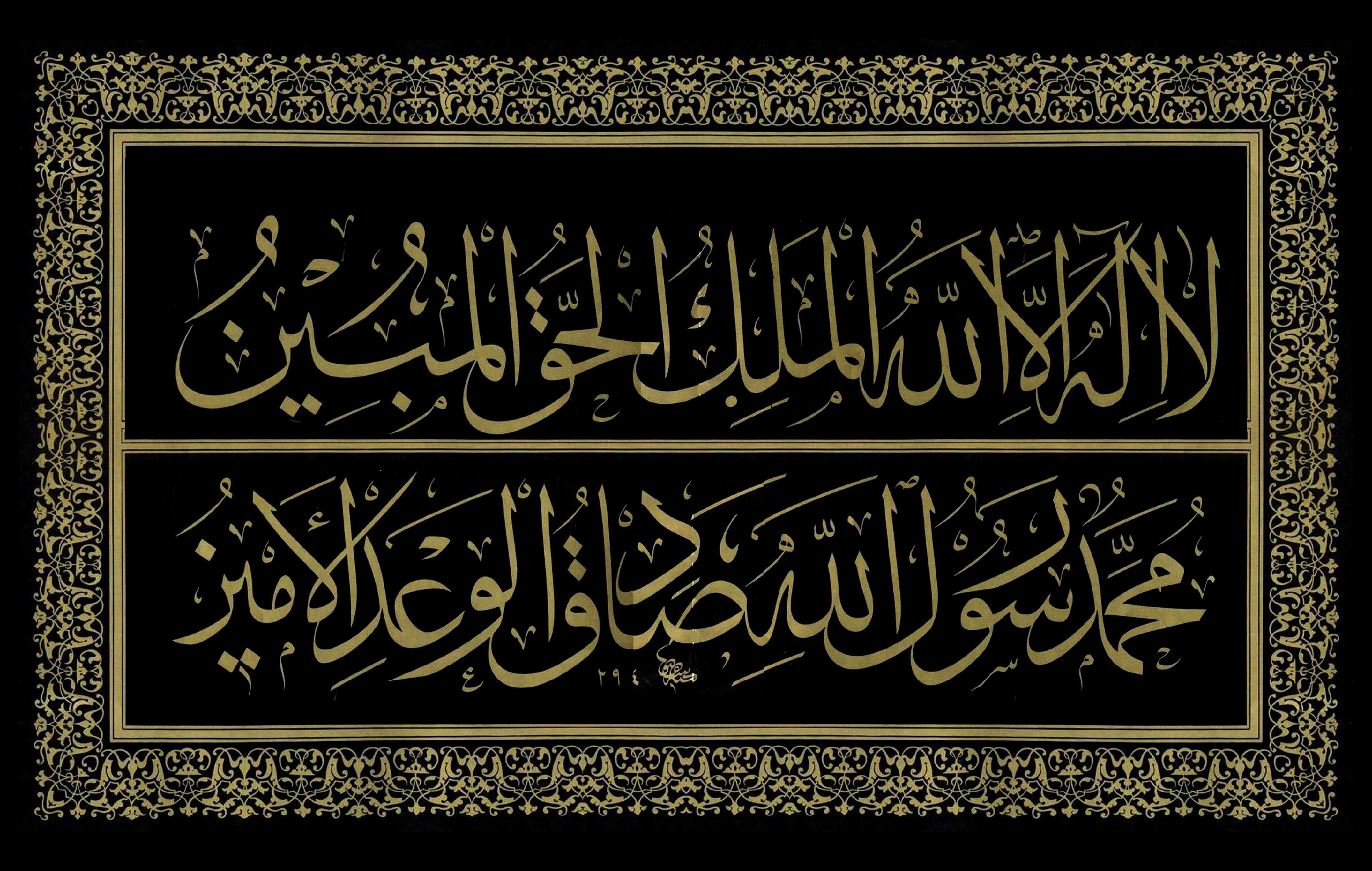
لوحة بخط الثلث لمحمد شفيق

شفيق بك (1235 هـ - 1297 هـ) هو خطاط تركي.
ولد محمد شفيق بك ابن سليمان ماهر بك في حي باشكطاش في إسطنبول عام 1235 هـ/1819م، وأخذ الخط عن علي وصفي ت(1253هـ/1873م) ومصطفى عزت زوج خالته. اشتهر بخط الثلث والنسخ والديواني والسياقت، وأخذ التعليق عن علي حيدر بيك.
وقد عمل في شبابه كاتباً في «قلم الديوان الهمايوني»، وقام بتعليم الخط اربعة وثلاثين عاما لفرقة الموسيقى الهمايونية ولأغوات البلاط العثماني. وقد حاول مع عبد الفتاح أفندي إصلاح الكتابات الموجودة في «اولو جامع» اي الجامع الكبير في مدينة بورصة بعد أن تضرر من زلزال في 1271 هـ/ 1855م، وأضاف إليها لوحات جديدة بالجلي. وهو الذي كتب الآيات القرآنية على شكل شريطي في ضريح السلطان عبد المجيد كما لاتزال سورة يس التي أعدها بشكل شريطي عام1293هـ/1876م، موجودة على القيشاني في قبة الصخرة بالقدس الشريف وتعتبر من أشهر آثاره الخطية. أيضاً من كتابات شفيق بك المشهورة عبارة: (دائرة أمور عسكريه) المنقوشة على مدخل مبنى جامعة استانبول الحالي والآيات الاولى من سورة الفتح على الجانبين الامامي والخلفي في نفس المكان.

وقد توفي محمد شفيق بك في استانبول عام 1297هـ/1880م، ودفن في مقبرة يحيى أفندي في حي بشيكطاش. وترك لنا بخطه مصحفين وثمانية نسخ من دلائل الخيرات وعدداً كبيراً من القطع والمرقعات واللوحات. ومن تلامذته الذين تعلموا الخط على يديه الخطاط حسن رضا أفندي وعلي أفندي (تشرتشرلي) وابراهيم علاء الدين بيك و عمر فائق أفندي و حافظ حسن تحسين حلمي افندي.

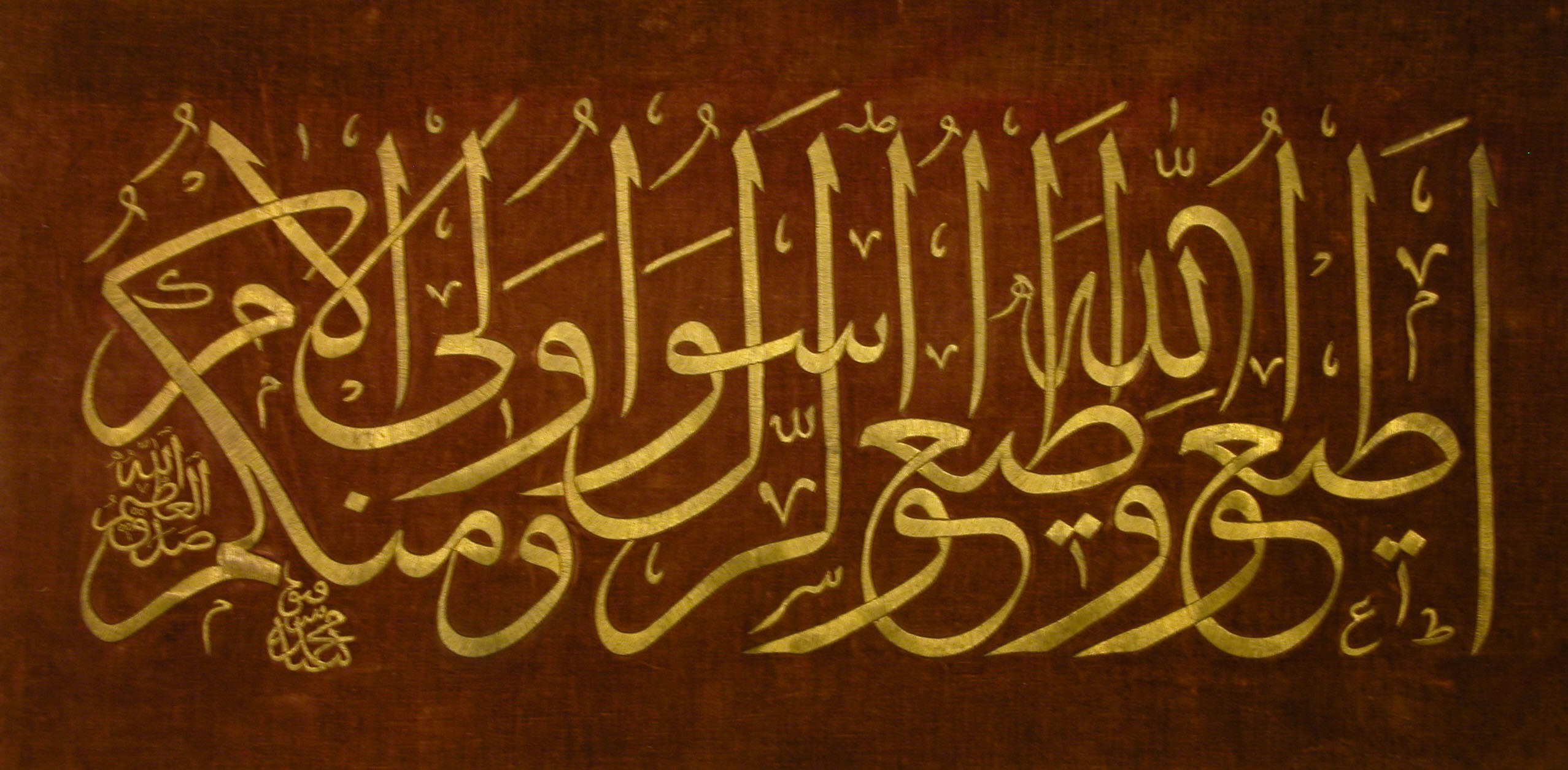
من أعمالهِ الخطية آية قرآنية